# Fabronia marianna
Fabronia marianna là một loài Rêu trong họ Fabroniaceae. Loài này được Schwägr. mô tả khoa học đầu tiên năm 1828.